# Neprijatelj (2011.)
Neprijatelj (srp. Непријатељ) je srpski film iz 2011. godine.
Režirao ga je Dejan Zečević, a scenarij su zajedno s njim napisali Đorđe Milosavljević i Vladimir Kecmanović. Film je rađen u koprodukciji Srbije i Bosne i Hercegovine, uz manjinske koproducente iz Hrvatske i Mađarske. Sniman je na lokacijama na planini Kozari i u Beogradu. Financiranje filma su pomogli Ministarstvo kulture Republike Srbije, Ministarstvo prosvjete i kulture Republike Srpske i općina Prijedor.
Film je svoju premijeru imao 6. ožujka 2011. godine na beogradskom Festu.